# Амити (Орегон)
Амити (енгл. Amity) град је у америчкој савезној држави Орегон.

## Демографија
По попису из 2010. године број становника је 1.614, што је 136 (9,2%) становника више него 2000. године.
| Група             | 2000.         | 2010.         |
| Белци             | 1.252 (84,7%) | 1.270 (78,7%) |
| Афроамериканци    | 2 (0,1%)      | 12 (0,7%)     |
| Азијати           | 10 (0,7%)     | 6 (0,4%)      |
| Хиспаноамериканци | 170 (11,5%)   | 250 (15,5%)   |
| Укупно            | 1.478         | 1.614         |